# Serednij Majdan (Nadwirna)
Serednij Majdan (ukrainisch Середній Майдан; russisch Средний Майдан/Sredni Maidan, polnisch Majdan Średni) ist ein Dorf in der ukrainischen Oblast Iwano-Frankiwsk in der Westukraine mit etwa 800 Einwohnern.

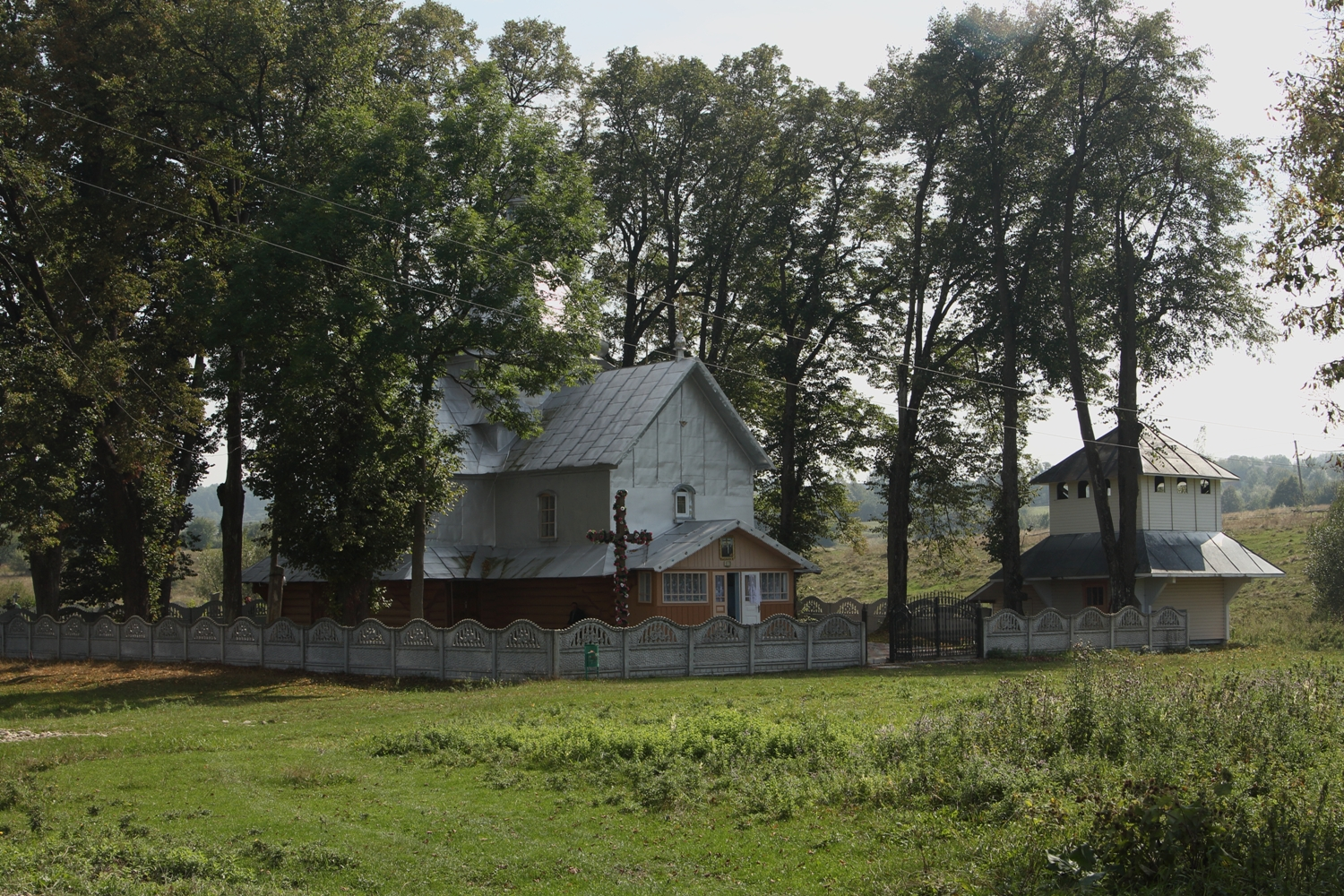
Kirche im Ort

Die Ortschaft liegt im Süden der historischen Landschaft Galizien am Flüsschen Obraschtschyna (Обрашина), etwa 14 Kilometer östlich vom Rajonzentrum Nadwirna und 31 Kilometer südlich vom Oblastzentrum Iwano-Frankiwsk entfernt. Er gehört seit dem 13. August 2018 verwaltungstechnisch zur Siedlungsgemeinde Lantschyn, davor bildete es zusammen mit den Dörfern Hlynky (Глинки) und Wyschniwzi (Вишнівці) die Landratsgemeinde Serednij Majdan (Середньомайданська сільська рада/Serednjomajdanska silska rada) im Nordosten des Rajons Nadwirna.
Der Ort wurde 1679 zum ersten Mal schriftlich erwähnt, lag zunächst in der Adelsrepublik Polen-Litauen, Woiwodschaft Ruthenien und kam 1772 als Zredni Maydan, später Majdan Średni zum damaligen österreichischen Kronland Galizien (bis 1918 dann im Bezirk Nadwórna).
Nach dem Ende des Ersten Weltkrieges kam er zu Polen, war hier ab 1921 als Majdan Średni in die Woiwodschaft Stanislau, Powiat Nadwórna als Hauptort der Gmina Majdan Średni eingegliedert und wurde im Zweiten Weltkrieg erst von der Sowjetunion und ab 1941 bis 1944 von Deutschland besetzt und dem Distrikt Galizien angeschlossen. Nach der Rückeroberung durch sowjetische Truppen 1944 kam er 1945 wiederum zur Sowjetunion und wurde in die Ukrainische SSR eingegliedert, seit 1991 ist der Ort Teil der heutigen Ukraine.